# Heidelberger Platz (metrostation)
Heidelberger Platz is een metrostation in de Duitse hoofdstad Berlijn dat is geopend in 1913 onder het plein voor het gelijknamige station van de ringspoorlijn. 
Het onder de Ringbahn, de snelweg en de Mecklenburgische Straße gelegen metrostation heeft een eilandperron en werd zoals alle stations op het Wilmersdorfse deel van de U3 ontworpen door Wilhelm Leitgebel. Vanwege de kruising van de S-Bahnring ligt de tunnel hier dieper dan op de rest van de lijn, wat de mogelijkheid bood station Heidelberger Platz tot het pronkstuk van de Wilmersdorfer U-Bahn te maken. De architect schiep een kathedraalachtige perronhal met kruisgewelven, die door natuurstenen zuilen op het midden van het perron ondersteund worden. Aan de wanden langs de sporen zijn sinds het einde van de jaren 1980 foto's van de stad Heidelberg te zien. Het metrostation is een beschermd monument.
Aan beide uiteinden van het perron leiden trappen en roltrappen naar de op een tussenverdieping gelegen stationshallen, waarin de kleur blauw domineert. De noordelijke uitgangen, aan de Mecklenburgische Straße werden in de jaren 1950 en 1960 vernieuwd en verplaatst; de zuidelijke uitgang aan de Heidelberger Platz heeft zijn oorspronkelijke vorm met portaal behouden. Tussen deze uitgang en het perron ligt tussen de metrosporen een lange voetgangerstunnel onder de S-Bahnring. Een directe verbinding tussen het metro- en S-Bahnstation werd echter pas in 1993 aangelegd.